# Synagoga Machsike Hatora w Czeskim Cieszynie
Synagoga Machsike Hatora w Czeskim Cieszynie (z hebr. „Podtrzymujący Prawo”) – prywatna bożnica, która dawniej znajdowała się w Czeskim Cieszynie, przy ulicy Alšova 7, dawniej noszącą nazwę Felixa Dahna.
Synagoga została zbudowana w latach 1928–1929 z inicjatywy ortodoksyjnego stowarzyszenia Machsike Hatora. Bożnicę wybudowano na działce zakupionej przez stowarzyszenie w 1924 roku. Cała budowa kosztowała około 180 tysięcy koron czechosłowackich. W bożnicy obok sali modlitewnej znajdowała się również szkoła żydowska. Podczas II wojny światowej, we wrześniu 1939 roku hitlerowcy spalili synagogę. Obecnie na jej miejscu znajduje się kościół Zboru Chrześcijańskiego.
Murowany budynek synagogi wzniesiono na planie prostokąta w stylu modernistycznym. Wewnątrz znajdowała się skromnie urządzona główna sala modlitewna, a na wysokości pierwszego piętra znajdowały się galerie dla kobiet.